# Mohammad-Taqi Mesbah Yazdi
 (janvier 2021).
Si vous disposez d'ouvrages ou d'articles de référence ou si vous connaissez des sites web de qualité traitant du thème abordé ici, merci de compléter l'article en donnant les références utiles à sa vérifiabilité et en les liant à la section « Notes et références ».
Pour les articles homonymes, voir Yazdi.
L'ayatollah Mohammad-Taqi Mesbah Yazdi (en persan : محمد تقی مصباح یزدی), né Taqi Givechi le 31 janvier 1934 à Yazd et mort le 1er janvier 2021, est un membre du clergé chiite et un homme politique iranien.

## Biographie
Le nom de famille de Mesbah Yazdi était Givechi, un nom de famille professionnel indiquant que ses ancêtres avaient produit un type de chaussure traditionnelle appelée Giveh.
Après avoir achevé son éducation primaire et secondaire à Yazd, Mesbah Yazdi continue son éducation en Fiqh à Qom jusqu'à son diplôme en 1960. Il a alors pour professeur des personnalités importantes comme l'ayatollah Khomeini et l'ayatollah Muhammad Taqi Bahjat, ainsi que l'ayatollah Allameh Tabatabai. Avant la révolution islamique, il était éditeur en chef d'un journal appelé Revanche.
L'ayatollah Mesbah Yazdi est un des fondateurs de l'école Haghani, une école religieuse très influente en Iran. Il est l'auteur de nombreux livres sur le fiqh, l'exégèse du Coran, la divinité et d'autres sujets ayant trait à l'Islam. Devenu directeur de l'Institut de recherche et d'éducation Imam-Khomeini à Qom, il est également membre de l'Assemblée des experts. De plus, il est parfois imam lors de la prière du vendredi à Téhéran.
Après l'élection présidentielle de juin 1997, ses étudiants ont joué un grand rôle dans l'atmosphère politique plus ouverte de cette époque ; ils ont critiqué Mohammad Khatami. Le nom de Mesbah Yazdi est donc apparu plus souvent dans les médias et il est devenu plus connu. Avant l'élection présidentielle de 2001, le frère du président, Mohammad Reza Khatami, a suggéré de manière sarcastique que les conservateurs devraient faire de Mesbah Yazdi leur candidat, « parce qu'il est le meilleur représentant de leurs pensées. »

## Positions
Mesbah Yazdi est considéré comme un représentant le plus éminent du groupe au sein de l'establishment conservateur-religieux qui rejette complètement le discours démocratique. Pour lui, les lois divines priment et doivent régir l'ensemble des actions humaines. Il pense qu'il faut convertir la république islamique en gouvernement islamique. De plus, il est contre le pluralisme.
L'ayatollah Mesbah Yazdi est un défenseur de la doctrine du velayat-e faqih, qui considère le guide suprême comme infaillible et non soumis à des institutions élues.